# Lussas-et-Nontronneau
Lussas-et-Nontronneau là một xã của Pháp, nằm ở tỉnh Dordogne trong vùng Aquitaine của Pháp. Xã này có diện tích 22,35 km2, dân số năm 2004 là 384 người. Xã nằm ở khu vực có độ cao trung bình 175 m trên mực nước biển.

## Thông tin nhân khẩu
| Năm    | 1962 | 1968 | 1975 | 1982 | 1990 | 1999 | 2004 |
| ------ | ---- | ---- | ---- | ---- | ---- | ---- | ---- |
| Dân số | 461  | 364  | 370  | 359  | 363  | 371  | 384  |